# Namhae de Silla
Namhae de Silla (n. ? - d. 24) a fost al doilea rege al regatului Silla, unul din Cele Trei Regate ale Coreei. El a fost numit Namhae Chachaung, chachaung fiind un titlu utilizat în Silla.
Namhae a fost singurul rege numit Chachaung. Conform cu Samguk Sagi, Kim Dae-Mun arată că titlul de Chachaung înseamnă „șaman” în coreeana veche.
Namhae era fiul cel mai mare al lui Park Hyeokgeose, fondatorul regatului Silla.